# Reiko Nakashima
Reiko Nakashima (jap. 中島　玲子, Nakashima Reiko; * um 1935) ist eine japanische Badmintonspielerin. 

## Karriere
Reiko Nakashima wurde 1958 nationale Meisterin in Japan, wobei sie im Damendoppel mit Yōko Takahashi erfolgreich war. Ein weiterer Titelgewinn gelang beiden gemeinsam bei den japanischen Erwachsenenmeisterschaften des Jahres 1960.

## Sportliche Erfolge
| Saison | Veranstaltung                     | Disziplin   | Platz | Name                             |
| ------ | --------------------------------- | ----------- | ----- | -------------------------------- |
| 1958   | Japan: Einzelmeisterschaften      | Damendoppel | 1     | Reiko Nakashima / Yōko Takahashi |
| 1960   | Japan: Erwachsenenmeisterschaften | Damendoppel | 1     | Reiko Nakashima / Yōko Takahashi |

## Referenzen
- Japanische Badmintonmeisterschaften 1947-2004 (Memento vom 28. August 2007 im Internet Archive)
- Annual Handbook of the International Badminton Federation, London, 29. Auflage 1971, S. 222–223

| Personendaten    | Personendaten                 |
| ---------------- | ----------------------------- |
| NAME             | Nakashima, Reiko              |
| ALTERNATIVNAMEN  | 中島 玲子 (japanisch)         |
| KURZBESCHREIBUNG | japanische Badmintonspielerin |
| GEBURTSDATUM     | um 1935                       |